# Ultra Parties
Ultra Parties – czternasta trasa koncertowa grupy muzycznej Depeche Mode; dość nietypowa, gdyż obejmowała tylko dwa koncerty. Promowała album Ultra.

## Lista utworów
1. Junior Painkiller / Uselink
2. Barrel of a Gun
3. Useless
4. It’s No Good
5. Home
6. Never Let Me Down Again

## Koncerty
| Lp. | Data koncertu    | Miejscowość | Kraj            | Miejsce koncertu       | Grupa supportująca | Uwagi |
| --- | ---------------- | ----------- | --------------- | ---------------------- | ------------------ | ----- |
| 1.  | 10 kwietnia 1997 | Londyn      | Wielka Brytania | Adrenaline Village     | bez supportu       |       |
| 2.  | 16 maja 1997     | Los Angeles | USA             | Shrine Exposition Hall | DJ Jason Bentley   |       |